# Gaubahn
La Gaubahn  est une ligne de chemin de fer allemande non électrifiée à voie unique situé en Franconie. Elle est située majoritairement en Bavière mais aussi sur une courte section en Bade-Wurtemberg. Elle relie Ochsenfurt à Weikersheim en passant par Bieberehren où se situe un embranchement vers Creglingen. Cette ligne est aujourd'hui fermée et les rails ont été retirés.

## Histoire

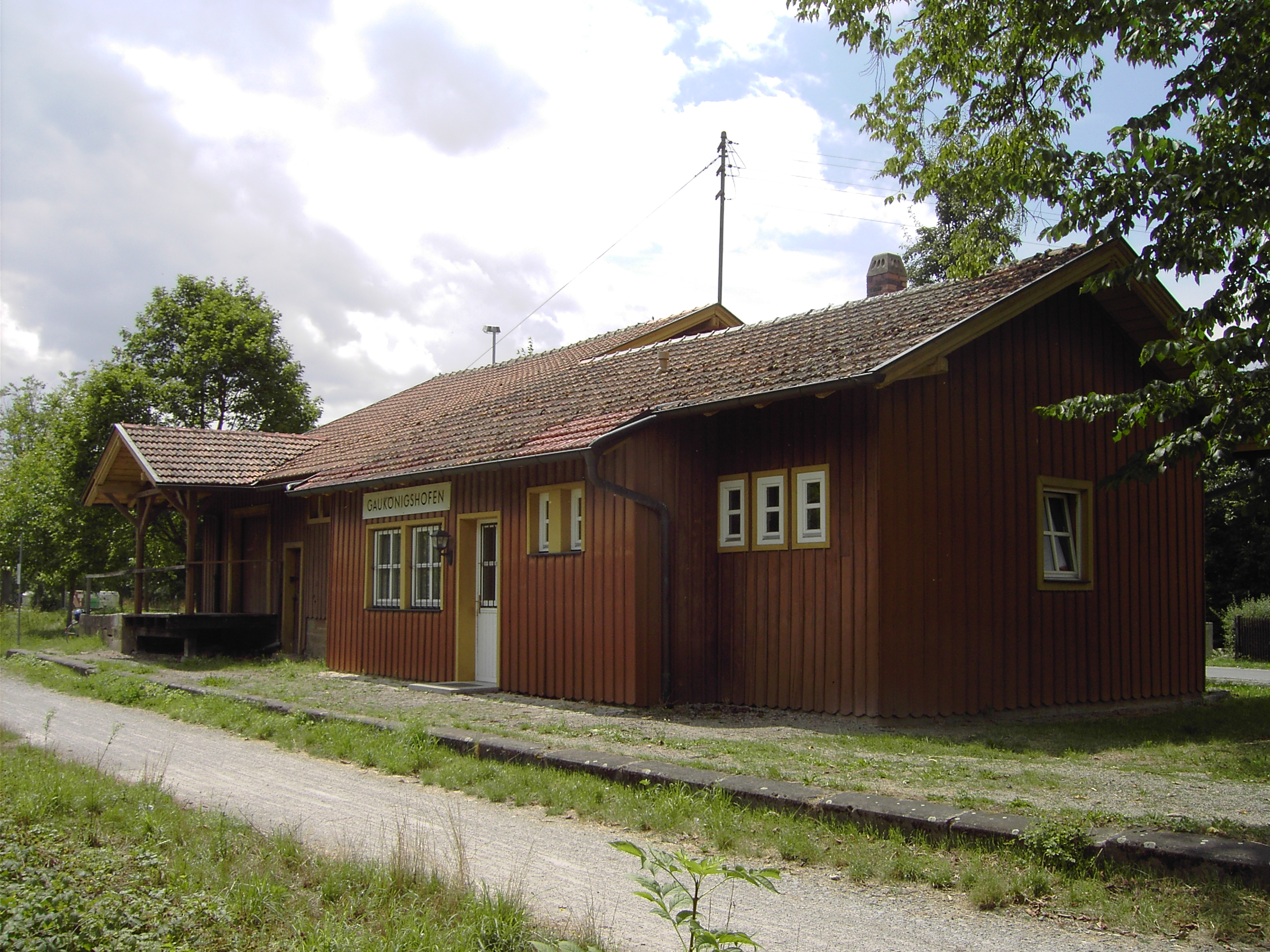
Bâtiment d'accueil de gare Gaukönigshofen

Les Chemins de fer royaux bavarois ouvrent le 30 avril 1907 la ligne d'une longueur de 36,5 km entre Ochsenfurt et Röttingen en Basse-Franconie.
À la suite d'un traité entre les États concernés, la ligne est prolongée le 17 novembre 1909 jusqu'à la Weikersheim pour être reliée à la ligne de la vallée de la Tauber Lauda-Crailsheim, dans le temps elle reçoit l'embranchement pour Creglingen à Bieberehren.
L'importance du chemin de fer reposait sur le transport de produits agricoles, notamment le sucre, qui sont cultivés dans l'Ochsenfurter Gau. Le fret a pour cette raison, circulé plus longtemps que le transport de passager. Ce dernier s'est arrêté dès le 30 janvier 1967 pour la ligne vers Creglingen et le 29 septembre 1974 sur l'ensemble de la ligne.
En raison d'un pont délabré la portion Röttingen-Schäftersheim est déclassée en 1984.
Après les contraintes entre Weikersheim et Schäftersheim le trafic fret prend fin le 31 mai 1992.
À Gaukönigshofen se situait l'embranchement pour la ligne qui desservait l'aéroport de Giebelstadt et l'approvisionnait en hommes et en marchandises. Cette section fut coupée à la fin de la Seconde Guerre mondiale.
Actuellement, l'ancienne voie ferrée est devenue pour sa majeure partie une piste cyclable. Le transport du sucre est quant à lui réalisé par la route.

## Traduction
- (de) Cet article est partiellement ou en totalité issu de l’article de Wikipédia en allemand intitulé « Gaubahn » (voir la liste des auteurs).